# Distretto di Huanca-Huanca
Il distretto di Huanca-Huanca è uno dei dodici distretti della  provincia di Angaraes, in Perù. Si trova nella regione di Huancavelica.